# Flers-en-Escrebieux
Flers-en-Escrebieux is een gemeente in het Franse Noorderdepartement (Frans: département du Nord). De gemeente en telde 5.533 inwoners op 1 januari 2022.
In maart 2015 werden de kantons van Douai opgeheven en werd uit een deel van de gemeenten het kanton Douai gevormd, waar ook Flers-en-Escrebieux deel van ging uitmaken.

## Geografie
De oppervlakte van Flers-en-Escrebieux bedroeg op 1 januari 2022 7,11 vierkante kilometer; de bevolkingsdichtheid was toen 778,2 inwoners per km².

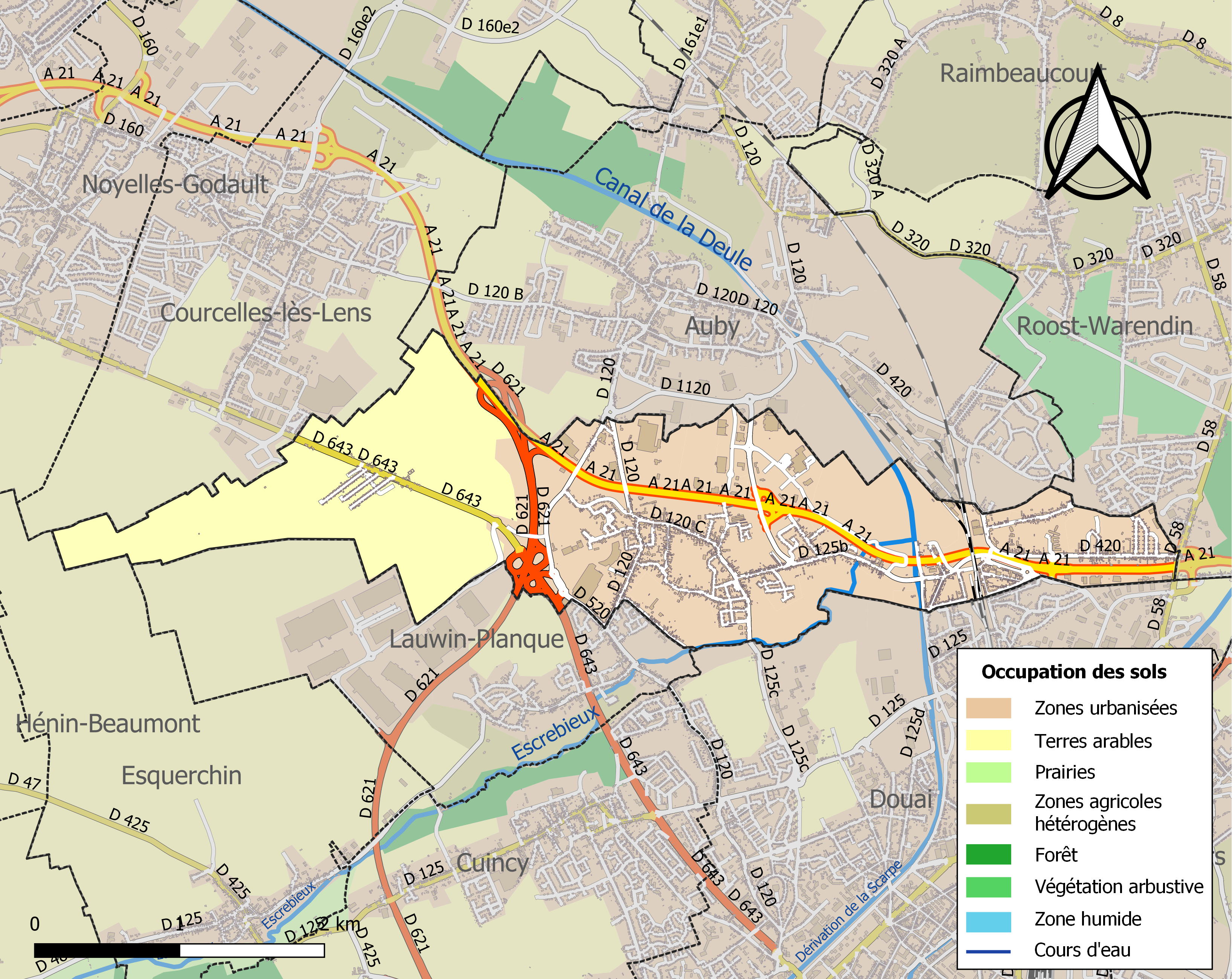
Kaart van de gemeente met belangrijkste infrastructuur, bodemgebruik en omliggende gemeenten

## Demografie
Onderstaande figuur toont het verloop van het inwonertal (bron: INSEE-tellingen).

## Verkeer en vervoer
In de gemeente ligt spoorwegstation Pont-de-la-Deûle.
Courchelettes · Cuincy · Douai · Esquerchin · Flers-en-Escrebieux · Lambres-lez-Douai · Lauwin-Planque